# Sputnikmusic
Sputnikmusic (скорочено Sputnik) — музичний вебсайт, який публікує музичні огляди та новини.

## Про сайт
Sputnikmusic було створено командою, яка до цього працювала над американським сайтом музичних табулатур MXTabs, на чолі з Джеремі Ферверда (англ. Jeremy Ferwerda). Він містить музичну аналітику, що охоплює як основні жанри — альтернативний рок, джаз, панк-рок, електронну музику, метал, рок, хіп-хоп та попмузику, так і піджанри — ембієнт, блек-метал, дез-метал, експериментальна музика, фолк, хардкор, інді-рок, металкор, прогресивний метал, прогресивний рок, психоделічний рок та інші. На сайті публікуються як професійні огляди штатних рецензентів Sputnikmusic, так і аматорські рецензії користувачів сайту. Професійні огляди Sputnikmusic враховуються на агрегаторі оглядів Metacritic.

## Альбом року
| Рік  | Виконавець               | Альбом                     | #      |
| ---- | ------------------------ | -------------------------- | ------ |
| 2006 | Converge                 | No Heroes                  | [ 6 ]  |
| 2007 | Burial                   | Untrue                     | [ 7 ]  |
| 2009 | Animal Collective        | Merriweather Post Pavilion | [ 8 ]  |
| 2010 | The Tallest Man on Earth | The Wild Hunt              | [ 9 ]  |
| 2011 | Bon Iver                 | Bon Iver                   | [ 10 ] |
| 2012 | Swans                    | The Seer                   | [ 11 ] |
| 2013 | Джулія Холтер            | Loud City Song             | [ 12 ] |
| 2014 | Flying Lotus             | You're Dead!               | [ 13 ] |
| 2015 | Кендрік Ламар            | To Pimp a Butterfly        | [ 14 ] |
| 2016 | Девід Бові               | Blackstar                  | [ 15 ] |
| 2017 | The National             | Sleep Well Beast           | [ 16 ] |
| 2018 | Кейсі Масґрейвс          | Golden Hour                | [ 17 ] |
| 2019 | Лора Стівенсон           | The Big Freeze             | [ 18 ] |
| 2020 | Charli XCX               | How I'm Feeling Now        | [ 19 ] |
| 2021 | Mastodon                 | Hushed and Grim            | [ 20 ] |
| 2022 | Етель Кейн               | Preacher's Daughter        | [ 21 ] |
| 2023 | JPEGMafia та Денні Браун | Scaring the Hoes           | [ 22 ] |